# Traité de Prüm (2005)
Pour les articles homonymes, voir Traité de Prüm.
Le traité de Prüm (également appelé « Schengen III » ou « Schengen plus ») a été signé le 27 mai 2005 à Prüm, en Allemagne, par sept États membres de l'Union européenne (UE) (la Belgique, l'Allemagne, l'Espagne, la France, le Luxembourg, les Pays-Bas et l'Autriche). 
Les dispositions du traité relèvent du troisième pilier de l'UE relatif à la coopération policière et judiciaire en matière pénale. Ce traité vise à approfondir la coopération transfrontalière en matière de police, notamment dans les domaines de la lutte contre le terrorisme, la criminalité organisée et l'immigration illégale. Il facilite la mise en œuvre du principe de disponibilité.

## Objectifs du traité
Le traité de Prüm renforce la coopération transfrontalière, en vue de lutter contre le terrorisme, la criminalité et l’immigration illégale. Établi en dehors du cadre des traités de l'Union européenne, il prévoit l’échange de données génétiques, d’empreintes digitales et de données à caractère personnel, la constitution de patrouilles policières communes ainsi que d'autres formes d'intervention (gardes armés à bord des aéronefs, assistance lors d'événements de grande envergure, vols communs d'éloignement, etc.). La mesure concernant les gardes armés à bord des aéronefs (sky marshals ) n'a pas été transcrit dans le règlement européen. Tout comme la Convention de Schengen, le traité est ouvert à l'adhésion de tout autre État membre de l’Union européenne.
L'article 25 du traité autorise, en cas de danger présent, le franchissement d'une frontière commune par les agents étrangers, sans autorisation préalable, afin de porter secours à des personnes dont la vie et l'intégrité sont en danger. 
En France, la première patrouille policière commune s'est matérialisée à Versailles le 1er juillet 2008 avec le détachement sur place d'un policier allemand et d'un policier néerlandais à des fins d'assistance aux touristes étrangers.

## Ratification et transposition en droit communautaire
La France a ratifié le traité de Prüm par l'adoption de la loi no 2007-1160 du 1er août 2007.
Une partie importante du traité a ensuite été transposée en droit communautaire. L'échange de données génétiques entre États membres a ainsi été transféré dans le droit européen par le règlement européen en juin 2007.

## Une adoption critiquée
Lors du Conseil informel de Dresde en janvier 2007, la proposition de la présidence allemande d'intégrer le traité de Prüm dans l'ordre juridique de l'Union avait fait l'objet d'un accueil favorable. Face aux réserves ultérieures de certains États membres, le choix a été fait de limiter le texte au troisième pilier et de supprimer les dispositions relatives à Schengen et au premier pilier. Le projet fut ainsi recentré sur les dispositions essentielles à la coopération policière, c'est-à-dire l'échange d'ADN, d'empreintes et de numéros de plaques d'immatriculation. 
Le mode d'adoption du traité de Prüm a été critiqué par la Chambre des lords britannique, qui affirmait dans un rapport de 2006 qu'il s'agissait « de l'illustration parfaite d'un petit groupe d'États membres prenant des décisions (taking steps) qui préempte les négociations en cours au sein des institutions de l'UE » .
L'eurodéputé britannique Syed Kamall (Parti conservateur) a critiqué l'adoption de dispositions du traité dans le droit européen en affirmant que l'Allemagne, qui avait été à l'initiative du traité, avait ignoré les conseils du Parlement européen et ceux du contrôleur européen de la protection des données (CEPD). L'eurodéputée française Martine Roure (PS) a aussi déclaré que les dispositions du traité étaient insuffisantes en ce qui regarde la protection des données personnelles.

## Compléments